# Dança esportiva nos Jogos Asiáticos em Recinto Coberto de 2009
As competições de dança esportiva nos Jogos Asiáticos em Recinto Coberto de 2009 ocorreram entre 6 e 7 de novembro. Dez eventos foram disputados.

## Calendário
| Outubro/Novembro | 28 | 29 | 30 | 31 | 1 | 2 | 3 | 4 | 5 | 6 | 7 | 8 | Finais |
| ---------------- | -- | -- | -- | -- | - | - | - | - | - | - | - | - | ------ |
| Dança esportiva  |    |    |    |    |   |   |   |   |   | 5 | 5 |   | 10     |

## Quadro de medalhas
| Ordem | País          | Medalha de ouro | Medalha de prata | Medalha de bronze |    |
| ----- | ------------- | --------------- | ---------------- | ----------------- | -- |
| 1     | China         | 5               | 2                | 1                 | 8  |
| 2     | Japão         | 3               | 2                | 2                 | 7  |
| 3     | Vietname      | 2               | 1                | 1                 | 4  |
| 4     | Coreia do Sul |                 | 4                | 3                 | 7  |
| 5     | Tailândia     |                 | 1                |                   | 1  |
| 6     | Cazaquistão   |                 |                  | 1                 | 1  |
| 6     | Quirguistão   |                 |                  | 1                 | 1  |
| 6     | Taipé Chinesa |                 |                  | 1                 | 1  |
| TOTAL | TOTAL         | 10              | 10               | 10                | 30 |

## Medalhistas
| Evento                    | Ouro                                               | Prata                                                | Bronze                                                |
| Chachachá (detalhes)      | Rara Kubota Yumiya Kubota JPN Japão                | Keqiang Shao Na Yang CHN China                       | Jae Ho Jung So Yeon Yoon KOR Coreia do Sul            |
| Jive (detalhes)           | Doan Minh Truong Nguyen Hong Thi Nguyen VIE Vietnã | Rara Kubota Yumiya Kubota JPN Japão                  | Keqiang Shao Na Yang CHN China                        |
| Pasodoble (detalhes)      | Baiyu Zhang Lei Shi CHN China                      | Aiko Kowada Ginga Morita JPN Japão                   | Mi Sun Kim Sung Min Kim KOR Coreia do Sul             |
| Quickstep (detalhes)      | Ayami Kubo Masayuki Ishihara JPN Japão             | Hye In Kim Sang Min Lee KOR Coreia do Sul            | Hai Anh Nguyen Trong Nha Uyen Nguyen VIE Vietnã       |
| Rumba (detalhes)          | Doan Minh Truong Nguyen Hong Thi Nguyen VIE Vietnã | Warapa Jumbala Watcharakorn Suasuebpun THA Tailândia | Aleksei Kibkalo Victoriya Kachalko KGZ Quirguistão    |
| Samba (detalhes)          | Baiyu Zhang Lei Shi CHN China                      | Jae Ho Jung So Yeon Yoon KOR Coreia do Sul           | Aiko Kowada Ginga Morita JPN Japão                    |
| Foxtrote (detalhes)       | Cen Zheng Zhian Wu CHN China                       | Sang Wung Nam Yi Na Song KOR Coreia do Sul           | Mariko Shibahara Tsuyoshi Nukina JPN Japão            |
| Tango (detalhes)          | Hong Shen Yujie Liang CHN China                    | Hai Anh Nguyen Trong Nha Uyen Nguyen VIE Vietnã      | Chia-Lin Kao Chun-Lun Chao TPE Taipé Chinês           |
| Valsa vienense (detalhes) | Hong Shen Yujie Liang CHN China                    | Hye In Kim Sang Min Lee KOR Coreia do Sul            | Yelena Klyuchnikova Yevgeniy Plokhikh KAZ Cazaquistão |
| Valsa (detalhes)          | Ayami Kubo Masayuki Ishihara JPN Japão             | Cen Zheng Zhian Wu CHN China                         | Sang Wung Nam Yi Na Song KOR Coreia do Sul            |